# Kanawaki Golf Club
De Kanawaki Golf Club is een golfclub in Canada. De club werd opgericht in 1914 en bevindt zich in Kahnawake, Quebec. De club beschikt over een 18-holes golfbaan met een par van 70 en werd ontworpen door haar eigen leden.

## Golftoernooien
- Canadees Open: 1929